# Marius Pedersen A/S
Marius Pedersen A/S er en landsdækkende miljøvirksomhed, og moderne affaldsbehandling udgør den primære aktivitet. Hovedkontoret ligger på Fyn og virksomhedens aktiviteter omfatter indsamling, transport, sortering, afsætning og genvinding af affald og genanvendelige materialer. 
Med basis i de danske miljøaktiviteter har virksomheden udviklet sig til en international miljøkoncern med datterselskaber i Tjekkiet og Slovakiet. 
Virksomheden er i konstant udvikling med skarpt fokus på alle aspekter inden for moderne affaldsbehandling. 
Marius Pedersen koncernen ejes af Entreprenør Marius Pedersens Fond. 

## Historie
Virksomhedens rødder går tilbage til 1925. Marius Pedersen var en innovativ entreprenør, der i begyndelsen tilbød de fynske kommuner at vedligeholde de kommunale veje ved hjælp af den vejtromle, han selv havde bygget. Over tid udviklende han flere vejmaskiner, og entreprenørforretningen voksede støt. I 1970 blev aktiviteterne udvidet til også at omfatte ydelser inden for affaldshåndtering.